# 瑪莉娜·哥巴哈利
瑪莉娜·哥巴哈利（波斯語：مارینا گلبهاری，1992年3月10日—）是一名阿富汗電影女演員。她最為人所知的作品是2003年阿富汗電影，飾演一名在塔利班政權下為了賺錢養家而女扮男裝的女孩。
2015年10月，哥巴哈利因在韩国出席第20屆釜山國際電影節中沒有佩戴頭巾而收到國內的恐嚇。現今她和丈夫仍然不能回國並一直居於法國。

## 外部連結
- 瑪莉娜·哥巴哈利在互联网电影资料库（IMDb）上的資料（英文）
- 瑪莉娜·哥巴哈利在豆瓣上的资料（简体中文） （中文）